# Bellevalia turkestanica
Bellevalia turkestanica är en sparrisväxtart som beskrevs av Adrien René Franchet. Bellevalia turkestanica ingår i släktet Bellevalia och familjen sparrisväxter. Inga underarter finns listade i Catalogue of Life.